# Josef Deifl
Josef Deifl (* 14. November 1790 in Essing; † 29. April 1864 in Landshut) war ein Soldat der bayerischen Armee zur Zeit der napoleonischen Kriege. Er schilderte seine Kriegserlebnisse in einem Tagebuch, das einen ungewöhnlich detaillierten Einblick in die Lebenswelt der bayerischen Soldaten der Zeit ermöglicht.

## Familie und Herkunft

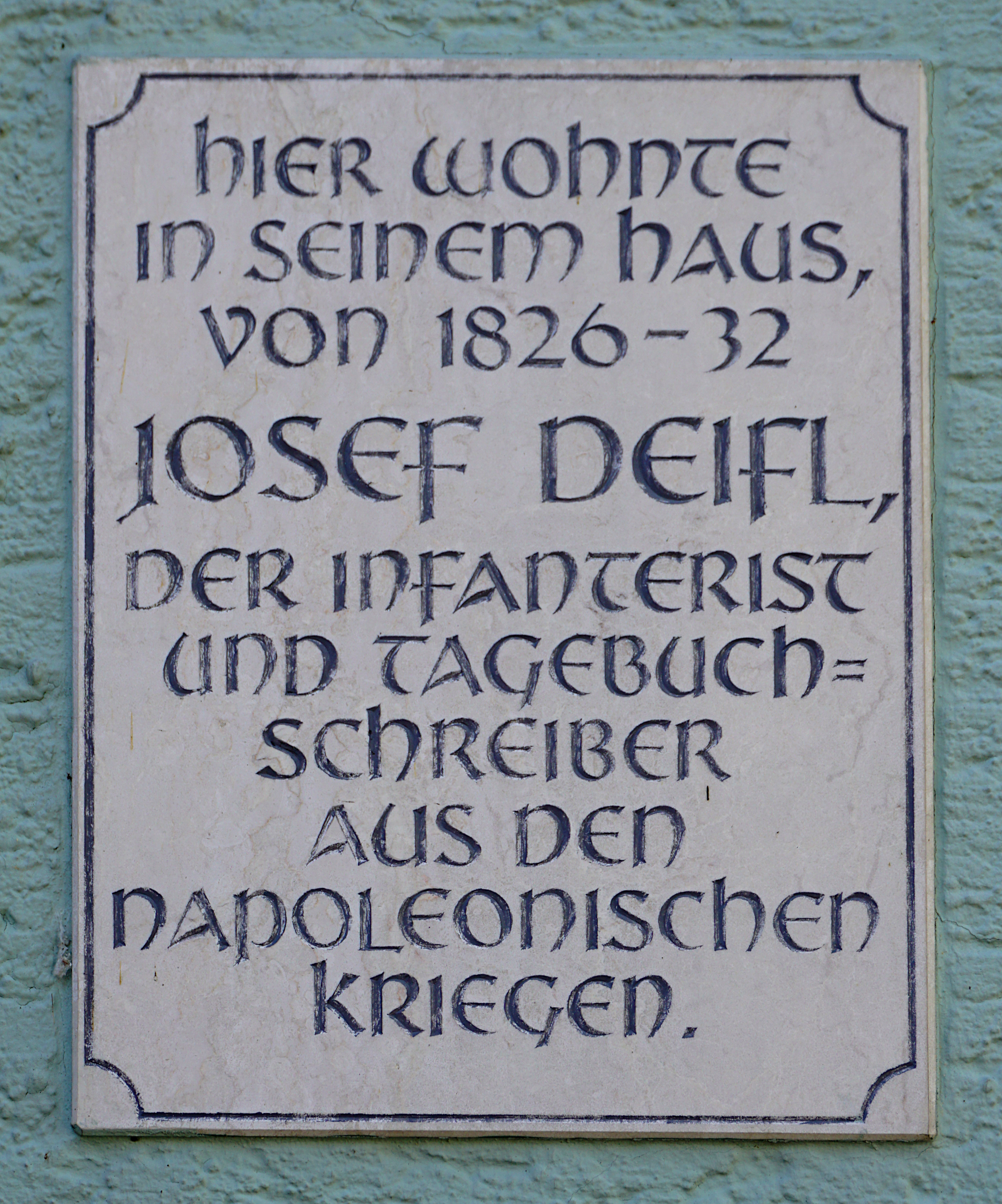
Gedenktafel am Wohnhaus von Josef Deifl in Essing.

Deifl wurde als Sohn eines „Eisenzrinners“, das heißt eines Eisenschmelzers, geboren. Er hatte fünf Geschwister, von denen jedoch nur zwei das Kindheits- und Jugendalter überlebten, und lebte mit seiner Familie in ärmlichen Verhältnissen. Bedingt durch seine Lebensumstände konnte er nur selten – meist im Winter – die Schule besuchen. In den arbeitsreicheren Sommermonaten musste er die Familie im elterlichen Haushalt unterstützen.

## Das Leben als Soldat
Der Infanterist kämpfte 1809 bis 1815 für das bayerische Heer im 5. Infanterie-Regiment. In seinem Tagebuch sind zunächst seine Erfahrungen bei der Niederschlagung des von Andreas Hofer angeführten Tiroler Volksaufstandes nachzulesen. Mit Schrecken berichtete er von einer Beobachtung, die er im Zuge dessen gemacht hatte. Er musste mitansehen, wie neun Tiroler auf wahrscheinlich französischen Befehl hin gehängt wurden, da sie jedwede Kooperation verweigerten: „Sodann werden sie aufgehängt in denen dort stehenden Erlenbäumen. Ein K[öniglich].B[ayrischer]. Kanonier erfüllt die Exekution auf Befehl.“ Besonders blieb dem katholischen Deifl die Tatsache in Erinnerung, dass unter den Gehängten auch ein Mesner war.
1812 marschierte Deifl als Teil eines Ersatzkontingents für Napoleons Grande Armée, die Ende Juni die russische Grenze überschritt, von Nürnberg über Sachsen und Schlesien nach Polen. Er gelangte bis Wilna. Auf dem Rückzug geriet Deifl 1813 in Schlesien in russische Gefangenschaft und wurde, von Kosaken bewacht, bis Minsk gebracht. Er verweigerte einen Seitenwechsel und gelangte 1814 nach Essing zurück. Ein letztes Mal wurde Deifl 1815 gegen Frankreich in den Krieg geschickt. Nach der Niederlage Napoleons bei Waterloo wurde seine Einheit allerdings, ohne an Kampfhandlungen beteiligt gewesen zu sein, wieder zurück in die Heimat beordert.
Deifl schildert in seinem Tagebuch die Zustände, welchen die Soldaten ausgesetzt waren. So berichtet er von zahlreichen toten Pferden, die den Weg nach Hause säumen. Hunger, Not und Kälte sollen die Heimkehrenden soweit gebracht haben, dass sie in ihrer Verzweiflung nicht davor zurückschraken, diese toten Tiere zu essen. „…tote Pferdeluder waren so viele, daß jeder glaubte, sie seien seit zehn Jahren hierher gebracht worden […] Doch wird aus Mangel an Proviant noch Fleisch davon genommen und gar oft solches roh gegessen.“  Die Aufzeichnungen Deifls ermöglichen einen ungewöhnlich tiefen Einblick in die Erfahrungswelt der einfachen Soldaten der Zeit. Er stellt „die Ereignisse unsentimental dar, wobei er seine Schilderungen mit leichter Ironie würzt. Er schrieb, wie er redete und dachte, sein Stil ist lebendig und scharfsinnig. Die Strapazen, das Elend und die Gräuel des Krieges erfassen den Leser unmittelbar.“ Darin liegt die Besonderheit seines Tagebuches, das erstmals 1939 von Eugen von Frauenholz in Auszügen ediert und herausgegeben wurde.

## Das Leben nach der Kriegszeit
Über das Leben Josef Deifls nach dem Ende Napoleons ist heute wenig bekannt. Er kehrte zunächst nach Essing zurück und ging dort wieder seinem erlernten Handwerk als Eisenschmelzer nach. 1825 hat er geheiratet. Er verzog noch zweimal, zuletzt nach Landshut (1838), wo er auch verstarb.
Ein Jahr vor seinem Tode wurde er zu der Eröffnungsfeier der Befreiungshalle in Kelheim eingeladen. Bei der Einweihung am 13. Oktober 1863, dem 50. Jahrestag der Völkerschlacht bei Leipzig, soll Deifl auf Ludwig I. getroffen sein, der sich länger mit dem Russlandveteranen unterhielt. Im Folgejahr 1864 verstarb Josef Deifl an einem Schlaganfall.

## Nachleben

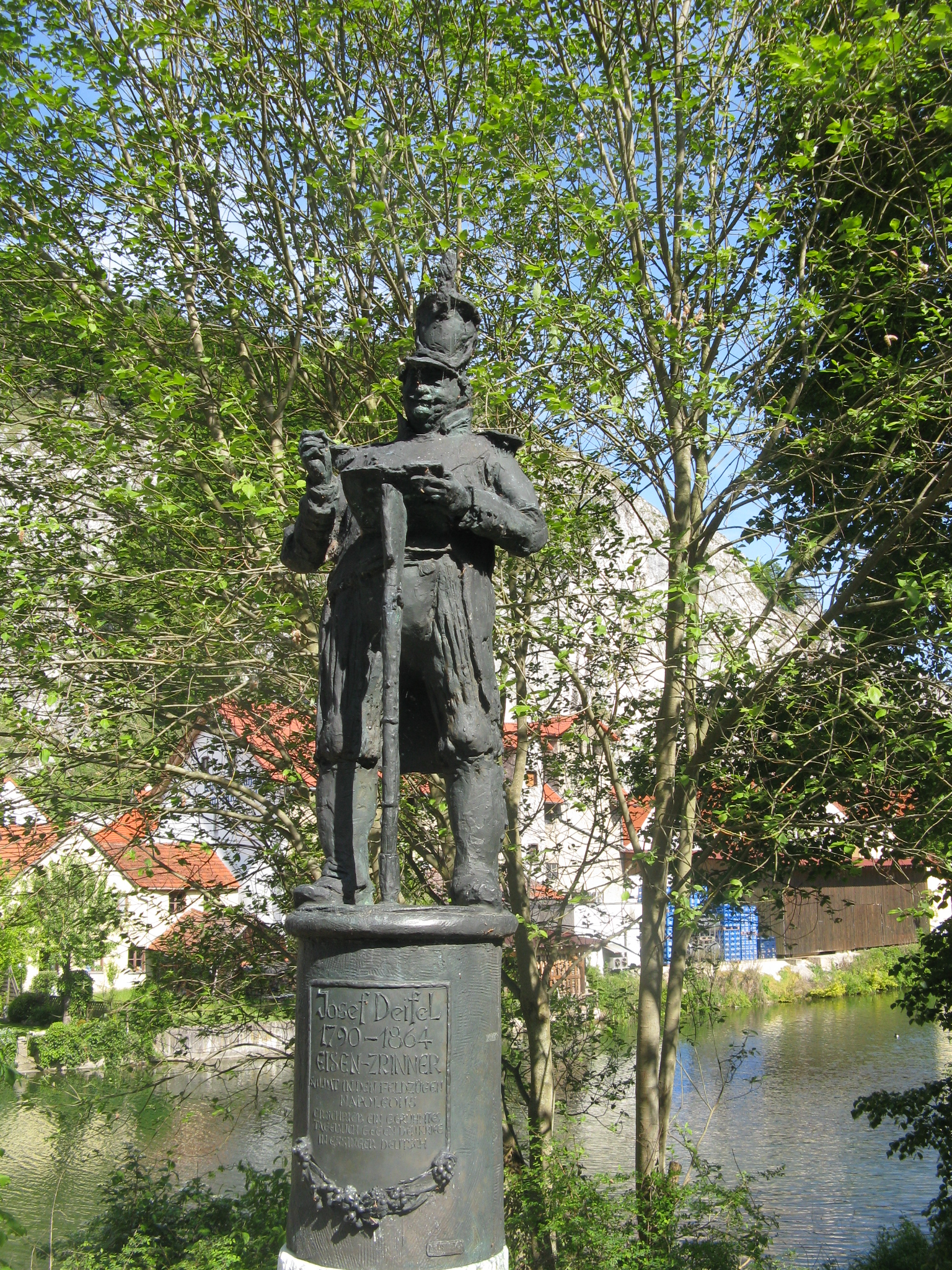
Denkmal für Josef Deifl an der Essinger Holzbrücke

Die Veranstaltungen, die 2009 an die Napoleonschlachten in Bayern und den Tiroler Volksaufstand gegen die französische Besatzung  vor 200 Jahren erinnerten, lenkten in Zeitungsartikeln, szenischen Lesungen und Vorträgen die Aufmerksamkeit auch auf den Infanteristen Deifl. Eine Tiroler Würdigung seiner autobiografischen Erinnerungen und Reflexionen zählt sie zu den „originellsten Quellen“ über die Ereignisse in Tirol im Jahr 1809. Bemerkenswert seien seine Schilderungen nicht nur, weil aus Tiroler Sicht ein Vertreter der „Gegenseite“ zu Wort komme, sondern auch, weil in dieser Quelle „eine absolut unpathetische und unsentimentale Darstellung aus der Sicht und im Geist des ‚kleinen Mannes‘“ gegeben werde, und das „mit ironischen, mitunter subversiven Zügen“.
Die Festschrift zum zweihundertjährigen Bestehen des Verlags C. H. Beck wertet die Veröffentlichung des Tagebuchs durch Eugen von Frauenholz im Jahre 1939 als „eine ungehörte Warnung“ und nennt den schlichten bayerischen Soldaten einen „neuen Simplizius Simplizissimus“. Der Vergleich mit der Figur des Einfältigen wird wiederholt aufgegriffen.
An der alten Holzbrücke in Essing erinnert ein Bronzedenkmal an den Infanteristen. Der Bildhauer Joseph Michael Neustifter schuf eine Skulptur, die der Formensprache von Soldatenfiguren Carl Spitzwegs nachempfunden ist. Als provisorisches Schreibpult dient der Schaft seines Gewehrs, dessen Lauf in der Erde steckt. So gestützt, schreibt Deifl mit großer Feder die Eindrücke in sein Notizbuch. Neustifter hat mit der Figur bewusst ein „verhaltenes Antikriegszeichen“ geschaffen. Diese „zeittypische Instrumentalisierung“ wird dem Betrachter auch durch die Denkmalsinschrift vermittelt:„JOSEF DEIFEL/1790–1864/EISEN-ZRINNER/Soldat in den Feldzügen Napoleons/Er schrieb ein gerühmtes Tagebuch/gegen den Krieg in Essinger Deutsch“. Eine weitere Gedenktafel ist am Geburtshaus Deifls, Essing, Unterer Markt 3, angebracht.